# 야생말
야생말(Equus ferus)은 말과에 속하는 종으로 현재 아시아에만 서식한다. 이들은 무스탕과 같이 야생화된 말이 아닌 진정한 야생의 말이며, 지금까지 성공적으로 가축화된 적이 없다.
야생말에는 현대에 두가지 아종이 있었다. 하나는 멸종된 종으로 유럽, 아시아에 살던 타르판(유라시아야생말)(Equus ferus ferus)이며, 다른 하나는 현존하는 프셰발스키말(Equus ferus przewalskii)이다. 프셰발스키말이 현재 중앙아시아에서 살며, 한때 멸종된 것으로 여겨지기도 하였다. 프셰발스키말이 야생말의 아종인지에는 논란의 여지가 있다. 전 세계의 동물원에 대략 1500마리가 있으며, 최근에는 몽골에 재도입된 바가 있다. 2005년 상황으로는 영국과 몽골의 과학자들이 조사한 결과 248마리가 야생에 정착해 살고 있는 것으로 나타났다.